# Halimochirurgus alcocki
Halimochirurgus alcocki is een straalvinnige vissensoort uit de familie van de driepootvissen (Triacanthodidae). De wetenschappelijke naam van de soort is voor het eerst geldig gepubliceerd in 1913 door Weber.